# Programma Ariane

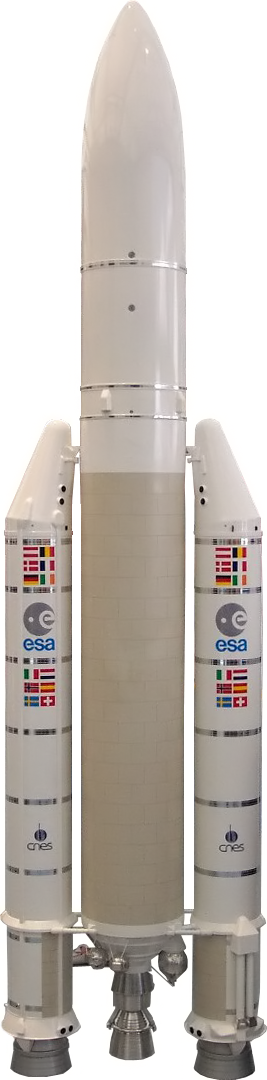
Il modello di un Ariane 5.

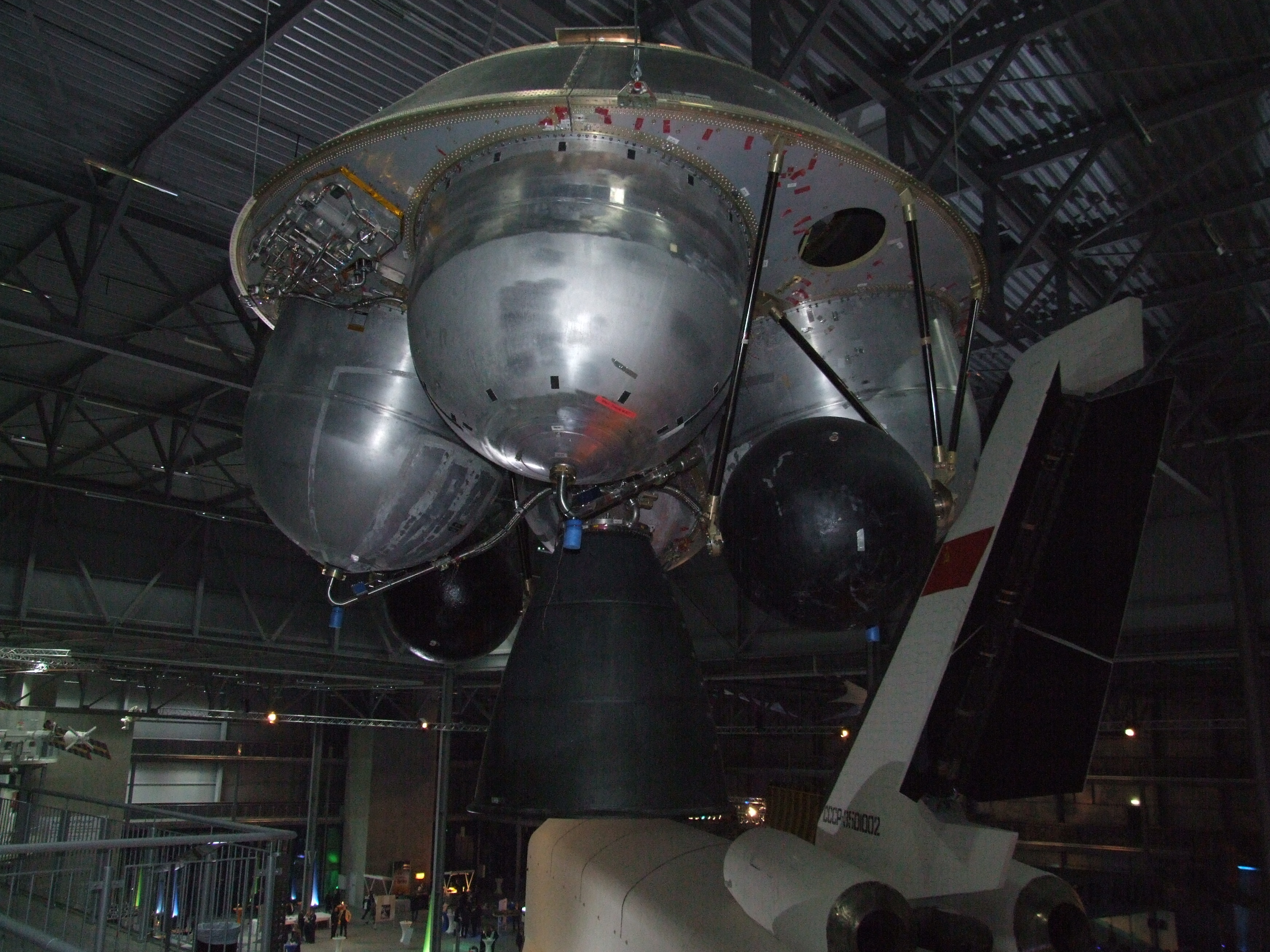
Ariane EPS 5

Il Programma Ariane si riferisce a una serie di razzi vettori di uso civile costruiti e progettati dal consorzio Arianespace per conto dell'Agenzia Spaziale Europea. Ariane viene dal francese, e deriva dal nome mitologico di Arianna.
La prima proposta di un progetto Ariane europeo di razzi per uso spaziale venne avanzata dalla Francia negli anni settanta. Fu in assoluto il secondo programma di questo tipo; il primo, il Progetto Europa, fu un insuccesso. Il nome in codice del programma Ariane era L3S (l'acronimo francese per razzi di terza generazione). L'ESA ha supervisionato tutto lo sviluppo dei razzi e ha fornito le infrastrutture di lancio per i test; mentre la Arianespace (una azienda privata), si è occupata della progettazione e della costruzione, oltre a operazioni varie, tra cui il marketing.
L'Arianespace lancia i razzi Ariane dal Centre Spatial Guyanais, a Kourou, nella Guyana francese, dove la vicinanza dell'equatore dà un notevole vantaggio per il lancio di vettori.

## Modelli
Le versioni del razzo Ariane sono:
- Ariane 1, il cui primo lancio con successo è avvenuto il 24 dicembre 1979
- Ariane 2, lanciato la prima volta con successo il 20 novembre 1987 (il primo volo in assoluto avvenne il 30 maggio 1986, ma fallì)
- Ariane 3, lanciato per la prima volta il 4 agosto 1984
- Ariane 4, lanciato la prima volta con successo il 15 giugno 1988
- Ariane 5, lanciato per la prima volta con successo il 30 ottobre 1997 (il primo volo in assoluto avvenne il 4 giugno 1996, ma fallì)
- Ariane 6, la sua costruzione è stata approvata il 2 dicembre 2014 dall'ESA[1] e lanciato per la prima volta il 9 luglio 2024.

Attualmente sono stati effettuati 260 missioni Ariane, con 248 successi (percentuale di successo 95,4%). Il 16 febbraio 2011 è stato lanciato il duecentesimo razzo Ariane, portando con successo il satellite Johannes Kepler ATV in orbita bassa.